# David Bedzhanián
David Isákovich Bedzhanián –en ruso, Давид Исакович Беджанян– (Bolshói Kamen, URSS, 6 de septiembre de 1988) es un deportista ruso que compite en halterofilia.
Ganó tres medallas en el Campeonato Mundial de Halterofilia entre los años 2013 y 2015, y dos medallas de oro en el Campeonato Europeo de Halterofilia, en los años 2012 y 2013.

## Palmarés internacional
| Campeonato Mundial | Campeonato Mundial       | Campeonato Mundial | Campeonato Mundial |
| Año                | Lugar                    | Medalla            | Categoría          |
| ------------------ | ------------------------ | ------------------ | ------------------ |
| 2013               | Breslavia (Polonia)      | Medalla de plata   | 105 kg             |
| 2014               | Almaty (Kazajistán)      | Medalla de bronce  | 105 kg             |
| 2015               | Houston (Estados Unidos) | Medalla de plata   | 105 kg             |
| Campeonato Europeo |                          |                    |                    |
| Año                | Lugar                    | Medalla            | Categoría          |
| 2012               | Antalya (Turquía)        | Medalla de oro     | 105 kg             |
| 2013               | Tirana (Albania)         | Medalla de oro     | 105 kg             |